# Hopman Cup 2013
|                                                                    |  |  |
| Winnaars voor Spanje: Anabel Medina Garrigues en Fernando Verdasco |  |  |

De Hopman Cup 2013 (met de officiële naam Hyundai Hopman Cup) werd gehouden van 29 december 2012 tot en met 5 januari 2013 in de Australische stad Perth. Het was de vijfentwintigste editie van het tennistoernooi tussen landen. Ter gelegenheid van dit jubileum werd een nieuwe accommodatie in gebruik genomen: de Perth Arena.
Dit toernooi bestaat uit wedstrijden in het damesenkelspel, herenenkelspel en gemengd dubbelspel. In de finale won het als vierde geplaatste Spanje van eerste reekshoofd Servië, met 2-1.
De Hopman Cup van 2013 trok 104.486 toeschouwers.

## Deelnemers
| Nr. | Land             | Groep | Team                                        | Resultaat  |
| --- | ---------------- | ----- | ------------------------------------------- | ---------- |
| 1.  | Servië           | A     | Ana Ivanović & Novak Đoković                | finale     |
| 2.  | Verenigde Staten | B     | Venus Williams & John Isner                 | groepsfase |
| 3.  | Italië           | A     | Francesca Schiavone & Andreas Seppi         | groepsfase |
| 4.  | Spanje           | B     | Anabel Medina Garrigues & Fernando Verdasco | winnaar    |
| 5.  | Duitsland        | A     | Andrea Petković/Tatjana Malek & Tommy Haas  | groepsfase |
| 6.  | Zuid-Afrika      | B     | Chanelle Scheepers & Kevin Anderson         | groepsfase |
| 7.  | Frankrijk        | B     | Mathilde Johansson & Jo-Wilfried Tsonga     | groepsfase |
| 8.  | Australië        | A     | Ashleigh Barty & Bernard Tomic              | groepsfase |

## Groepsfase

### Groep A

#### Klassement
| Pos. | Land          | W | V | Wedstr. | Sets   |
| ---- | ------------- | - | - | ------- | ------ |
| 1.   | Servië (1)    | 3 | 0 | 7 – 2   | 14 – 5 |
| 2.   | Australië (8) | 2 | 1 | 6 – 3   | 14 – 8 |
| 3.   | Italië (3)    | 1 | 2 | 4 – 5   | 8 – 12 |
| 4.   | Duitsland (5) | 0 | 3 | 1 – 8   | 5 – 16 |

#### Landenwedstrijden

##### Duitsland – Australië
| Vlag van Duitsland | Duitsland 0 | Perth, Australië 29 december 2012 hardcourt | Perth, Australië 29 december 2012 hardcourt | Perth, Australië 29 december 2012 hardcourt | Australië 3 | Vlag van Australië |

|   |                                                             |                                                             | 1   | 2   | 3   |                   |
| - | ----------------------------------------------------------- | ----------------------------------------------------------- | --- | --- | --- | ----------------- |
| 1 | Andrea Petković Ashleigh Barty                              | Andrea Petković Ashleigh Barty                              | 4 6 | r   |     | telt als 0-6, 0-6 |
| 2 | Tommy Haas Bernard Tomic                                    | Tommy Haas Bernard Tomic                                    | 6 7 | 6 3 | 5 7 |                   |
| 3 | Andrea Petković / Tommy Haas Ashleigh Barty / Bernard Tomic | Andrea Petković / Tommy Haas Ashleigh Barty / Bernard Tomic |     |     |     | walk-over         |

##### Servië – Italië
| Servië 2 | Perth, Australië 31 december 2012 hardcourt                      | Perth, Australië 31 december 2012 hardcourt                      | Italië 1 |     |   |  |
| \| \| \| \| 1 \| 2 \| 3 \| \| \| - \| ---------------------------------------------------------------- \| ---------------------------------------------------------------- \| ---- \| --- \| - \| \| \| 1 \| Ana Ivanović Francesca Schiavone \| Ana Ivanović Francesca Schiavone \| 6 0 \| 6 4 \| \| \| \| 2 \| Novak Đoković Andreas Seppi \| Novak Đoković Andreas Seppi \| 6 3 \| 6 4 \| \| \| \| 3 \| Ana Ivanović / Novak Đoković Francesca Schiavone / Andreas Seppi \| Ana Ivanović / Novak Đoković Francesca Schiavone / Andreas Seppi \| 64 7 \| 4 6 \| \| \| |                                                                  |                                                                  |          |     |   |  |
| |                                                                  |                                                                  | 1        | 2   | 3 |  |
| 1 | Ana Ivanović Francesca Schiavone                                 | Ana Ivanović Francesca Schiavone                                 | 6 0      | 6 4 |   |  |
| 2 | Novak Đoković Andreas Seppi                                      | Novak Đoković Andreas Seppi                                      | 6 3      | 6 4 |   |  |
| 3 | Ana Ivanović / Novak Đoković Francesca Schiavone / Andreas Seppi | Ana Ivanović / Novak Đoković Francesca Schiavone / Andreas Seppi | 64 7     | 4 6 |   |  |

##### Italië – Duitsland
| Italië 2 | Perth, Australië 2 januari 2013 hardcourt                      | Perth, Australië 2 januari 2013 hardcourt                      | Duitsland 1 |     |     |  |
| \| \| \| \| 1 \| 2 \| 3 \| \| \| - \| -------------------------------------------------------------- \| -------------------------------------------------------------- \| ---- \| --- \| --- \| \| \| 1 \| Francesca Schiavone Tatjana Malek (vervangster voor Petković) \| Francesca Schiavone Tatjana Malek (vervangster voor Petković) \| 3 6 \| 6 3 \| 6 3 \| \| \| 2 \| Andreas Seppi Tommy Haas \| Andreas Seppi Tommy Haas \| 63 7 \| 67 \| \| \| \| 3 \| Francesca Schiavone / Andreas Seppi Tatjana Malek / Tommy Haas \| Francesca Schiavone / Andreas Seppi Tatjana Malek / Tommy Haas \| 6 4 \| 7 5 \| \| \| |                                                                |                                                                |             |     |     |  |
| |                                                                |                                                                | 1           | 2   | 3   |  |
| 1 | Francesca Schiavone Tatjana Malek (vervangster voor Petković)  | Francesca Schiavone Tatjana Malek (vervangster voor Petković)  | 3 6         | 6 3 | 6 3 |  |
| 2 | Andreas Seppi Tommy Haas                                       | Andreas Seppi Tommy Haas                                       | 63 7        | 67  |     |  |
| 3 | Francesca Schiavone / Andreas Seppi Tatjana Malek / Tommy Haas | Francesca Schiavone / Andreas Seppi Tatjana Malek / Tommy Haas | 6 4         | 7 5 |     |  |

##### Servië – Australië
| Servië 2 | Perth, Australië 2 januari 2013 hardcourt                   | Perth, Australië 2 januari 2013 hardcourt                   | Australië 1 |      |          |  |
| \| \| \| \| 1 \| 2 \| 3 \| \| \| - \| ----------------------------------------------------------- \| ----------------------------------------------------------- \| --- \| ---- \| -------- \| \| \| 1 \| Ana Ivanović Ashleigh Barty \| Ana Ivanović Ashleigh Barty \| 6 2 \| 6 3 \| \| \| \| 2 \| Novak Đoković Bernard Tomic \| Novak Đoković Bernard Tomic \| 4 6 \| 4 6 \| \| \| \| 3 \| Ana Ivanović / Novak Đoković Ashleigh Barty / Bernard Tomic \| Ana Ivanović / Novak Đoković Ashleigh Barty / Bernard Tomic \| 6 4 \| 68 7 \| [10] [8] \| \| |                                                             |                                                             |             |      |          |  |
| |                                                             |                                                             | 1           | 2    | 3        |  |
| 1 | Ana Ivanović Ashleigh Barty                                 | Ana Ivanović Ashleigh Barty                                 | 6 2         | 6 3  |          |  |
| 2 | Novak Đoković Bernard Tomic                                 | Novak Đoković Bernard Tomic                                 | 4 6         | 4 6  |          |  |
| 3 | Ana Ivanović / Novak Đoković Ashleigh Barty / Bernard Tomic | Ana Ivanović / Novak Đoković Ashleigh Barty / Bernard Tomic | 6 4         | 68 7 | [10] [8] |  |

##### Italië – Australië
| Italië 1 | Perth, Australië 3 januari 2013 hardcourt                          | Perth, Australië 3 januari 2013 hardcourt                          | Australië 2 |     |          |  |
| \| \| \| \| 1 \| 2 \| 3 \| \| \| - \| ------------------------------------------------------------------ \| ------------------------------------------------------------------ \| --- \| --- \| -------- \| \| \| 1 \| Francesca Schiavone Ashleigh Barty \| Francesca Schiavone Ashleigh Barty \| 0 6 \| 3 6 \| \| \| \| 2 \| Andreas Seppi Bernard Tomic \| Andreas Seppi Bernard Tomic \| 3 6 \| 5 7 \| \| \| \| 3 \| Francesca Schiavone / Andreas Seppi Ashleigh Barty / Bernard Tomic \| Francesca Schiavone / Andreas Seppi Ashleigh Barty / Bernard Tomic \| 2 6 \| 6 4 \| [10] [3] \| \| |                                                                    |                                                                    |             |     |          |  |
| |                                                                    |                                                                    | 1           | 2   | 3        |  |
| 1 | Francesca Schiavone Ashleigh Barty                                 | Francesca Schiavone Ashleigh Barty                                 | 0 6         | 3 6 |          |  |
| 2 | Andreas Seppi Bernard Tomic                                        | Andreas Seppi Bernard Tomic                                        | 3 6         | 5 7 |          |  |
| 3 | Francesca Schiavone / Andreas Seppi Ashleigh Barty / Bernard Tomic | Francesca Schiavone / Andreas Seppi Ashleigh Barty / Bernard Tomic | 2 6         | 6 4 | [10] [3] |  |

##### Servië – Duitsland
| Servië 3 | Perth, Australië 4 januari 2013 hardcourt                                      | Perth, Australië 4 januari 2013 hardcourt                                      | Duitsland 0 |     |   |                  |
| \| \| \| \| 1 \| 2 \| 3 \| \| \| - \| ------------------------------------------------------------------------------ \| ------------------------------------------------------------------------------ \| --- \| --- \| - \| ---------------- \| \| 1 \| Ana Ivanović Tatjana Malek \| Ana Ivanović Tatjana Malek \| 6 0 \| 6 1 \| \| \| \| 2 \| Novak Đoković Tommy Haas \| Novak Đoković Tommy Haas \| 6 2 \| 6 0 \| \| \| \| 3 \| Ana Ivanović / Novak Đoković Tatjana Malek / Thanasi Kokkinakis (verving Haas) \| Ana Ivanović / Novak Đoković Tatjana Malek / Thanasi Kokkinakis (verving Haas) \| 6 2 \| 7 5 \| \| telt als 6-0 6-0 \| |                                                                                |                                                                                |             |     |   |                  |
| |                                                                                |                                                                                | 1           | 2   | 3 |                  |
| 1 | Ana Ivanović Tatjana Malek                                                     | Ana Ivanović Tatjana Malek                                                     | 6 0         | 6 1 |   |                  |
| 2 | Novak Đoković Tommy Haas                                                       | Novak Đoković Tommy Haas                                                       | 6 2         | 6 0 |   |                  |
| 3 | Ana Ivanović / Novak Đoković Tatjana Malek / Thanasi Kokkinakis (verving Haas) | Ana Ivanović / Novak Đoković Tatjana Malek / Thanasi Kokkinakis (verving Haas) | 6 2         | 7 5 |   | telt als 6-0 6-0 |

### Groep B

#### Klassement
| Pos. | Land                 | W | V | Wedstr. | Sets    |
| ---- | -------------------- | - | - | ------- | ------- |
| 1.   | Spanje (4)           | 3 | 0 | 7 – 2   | 14 – 5  |
| 2.   | Verenigde Staten (2) | 2 | 1 | 4 – 5   | 8 – 13  |
| 3.   | Zuid-Afrika (6)      | 1 | 2 | 4 – 5   | 10 – 11 |
| 4.   | Frankrijk (7)        | 0 | 3 | 3 – 6   | 9 – 12  |

#### Landenwedstrijden

##### Spanje – Zuid-Afrika
| Spanje 2 | Perth, Australië 29 december 2012 hardcourt                                     | Perth, Australië 29 december 2012 hardcourt                                     | Zuid-Afrika 1 |      |          |  |
| \| \| \| \| 1 \| 2 \| 3 \| \| \| - \| ------------------------------------------------------------------------------- \| ------------------------------------------------------------------------------- \| ---- \| ---- \| -------- \| \| \| 1 \| Anabel Medina Garrigues Chanelle Scheepers \| Anabel Medina Garrigues Chanelle Scheepers \| 6 4 \| 6 2 \| \| \| \| 2 \| Fernando Verdasco Kevin Anderson \| Fernando Verdasco Kevin Anderson \| 65 7 \| 4 6 \| \| \| \| 3 \| Anabel Medina Garrigues / Fernando Verdasco Chanelle Scheepers / Kevin Anderson \| Anabel Medina Garrigues / Fernando Verdasco Chanelle Scheepers / Kevin Anderson \| 6 4 \| 63 7 \| [10] [8] \| \| |                                                                                 |                                                                                 |               |      |          |  |
| |                                                                                 |                                                                                 | 1             | 2    | 3        |  |
| 1 | Anabel Medina Garrigues Chanelle Scheepers                                      | Anabel Medina Garrigues Chanelle Scheepers                                      | 6 4           | 6 2  |          |  |
| 2 | Fernando Verdasco Kevin Anderson                                                | Fernando Verdasco Kevin Anderson                                                | 65 7          | 4 6  |          |  |
| 3 | Anabel Medina Garrigues / Fernando Verdasco Chanelle Scheepers / Kevin Anderson | Anabel Medina Garrigues / Fernando Verdasco Chanelle Scheepers / Kevin Anderson | 6 4           | 63 7 | [10] [8] |  |

##### Verenigde Staten – Zuid-Afrika
| Verenigde Staten 2 | Perth, Australië 30 december 2012 hardcourt                     | Perth, Australië 30 december 2012 hardcourt                     | Zuid-Afrika 1 |      |     |  |
| \| \| \| \| 1 \| 2 \| 3 \| \| \| - \| --------------------------------------------------------------- \| --------------------------------------------------------------- \| ---- \| ---- \| --- \| \| \| 1 \| Venus Williams Chanelle Scheepers \| Venus Williams Chanelle Scheepers \| 4 6 \| 6 2 \| 6 3 \| \| \| 2 \| John Isner Kevin Anderson \| John Isner Kevin Anderson \| 60 7 \| 65 7 \| \| \| \| 3 \| Venus Williams / John Isner Chanelle Scheepers / Kevin Anderson \| Venus Williams / John Isner Chanelle Scheepers / Kevin Anderson \| 6 3 \| 6 2 \| \| \| |                                                                 |                                                                 |               |      |     |  |
| |                                                                 |                                                                 | 1             | 2    | 3   |  |
| 1 | Venus Williams Chanelle Scheepers                               | Venus Williams Chanelle Scheepers                               | 4 6           | 6 2  | 6 3 |  |
| 2 | John Isner Kevin Anderson                                       | John Isner Kevin Anderson                                       | 60 7          | 65 7 |     |  |
| 3 | Venus Williams / John Isner Chanelle Scheepers / Kevin Anderson | Venus Williams / John Isner Chanelle Scheepers / Kevin Anderson | 6 3           | 6 2  |     |  |

##### Spanje – Frankrijk
| Spanje 2 | Perth, Australië 30 december 2012 hardcourt                                         | Perth, Australië 30 december 2012 hardcourt                                         | Frankrijk 1 |     |   |  |
| \| \| \| \| 1 \| 2 \| 3 \| \| \| - \| ----------------------------------------------------------------------------------- \| ----------------------------------------------------------------------------------- \| --- \| --- \| - \| \| \| 1 \| Anabel Medina Garrigues Mathilde Johansson \| Anabel Medina Garrigues Mathilde Johansson \| 6 3 \| 6 2 \| \| \| \| 2 \| Fernando Verdasco Jo-Wilfried Tsonga \| Fernando Verdasco Jo-Wilfried Tsonga \| 5 7 \| 3 6 \| \| \| \| 3 \| Anabel Medina Garrigues / Fernando Verdasco Mathilde Johansson / Jo-Wilfried Tsonga \| Anabel Medina Garrigues / Fernando Verdasco Mathilde Johansson / Jo-Wilfried Tsonga \| 6 3 \| 6 3 \| \| \| |                                                                                     |                                                                                     |             |     |   |  |
| |                                                                                     |                                                                                     | 1           | 2   | 3 |  |
| 1 | Anabel Medina Garrigues Mathilde Johansson                                          | Anabel Medina Garrigues Mathilde Johansson                                          | 6 3         | 6 2 |   |  |
| 2 | Fernando Verdasco Jo-Wilfried Tsonga                                                | Fernando Verdasco Jo-Wilfried Tsonga                                                | 5 7         | 3 6 |   |  |
| 3 | Anabel Medina Garrigues / Fernando Verdasco Mathilde Johansson / Jo-Wilfried Tsonga | Anabel Medina Garrigues / Fernando Verdasco Mathilde Johansson / Jo-Wilfried Tsonga | 6 3         | 6 3 |   |  |

##### Verenigde Staten – Frankrijk
| Verenigde Staten 2 | Perth, Australië 1 januari 2013 hardcourt                           | Perth, Australië 1 januari 2013 hardcourt                           | Frankrijk 1 |     |          |  |
| \| \| \| \| 1 \| 2 \| 3 \| \| \| - \| ------------------------------------------------------------------- \| ------------------------------------------------------------------- \| ---- \| --- \| -------- \| \| \| 1 \| Venus Williams Mathilde Johansson \| Venus Williams Mathilde Johansson \| 3 6 \| 7 5 \| 6 4 \| \| \| 2 \| John Isner Jo-Wilfried Tsonga \| John Isner Jo-Wilfried Tsonga \| 3 6 \| 2 6 \| \| \| \| 3 \| Venus Williams / John Isner Mathilde Johansson / Jo-Wilfried Tsonga \| Venus Williams / John Isner Mathilde Johansson / Jo-Wilfried Tsonga \| 65 7 \| 6 2 \| [10] [8] \| \| |                                                                     |                                                                     |             |     |          |  |
| |                                                                     |                                                                     | 1           | 2   | 3        |  |
| 1 | Venus Williams Mathilde Johansson                                   | Venus Williams Mathilde Johansson                                   | 3 6         | 7 5 | 6 4      |  |
| 2 | John Isner Jo-Wilfried Tsonga                                       | John Isner Jo-Wilfried Tsonga                                       | 3 6         | 2 6 |          |  |
| 3 | Venus Williams / John Isner Mathilde Johansson / Jo-Wilfried Tsonga | Venus Williams / John Isner Mathilde Johansson / Jo-Wilfried Tsonga | 65 7        | 6 2 | [10] [8] |  |

##### Verenigde Staten – Spanje
| Verenigde Staten 0 | Perth, Australië 3 januari 2013 hardcourt                                       | Perth, Australië 3 januari 2013 hardcourt                                       | Spanje 3 |     |   |                  |
| \| \| \| \| 1 \| 2 \| 3 \| \| \| - \| ------------------------------------------------------------------------------- \| ------------------------------------------------------------------------------- \| ---- \| --- \| - \| ---------------- \| \| 1 \| Venus Williams Anabel Medina Garrigues \| Venus Williams Anabel Medina Garrigues \| 6 3 \| 6 4 \| \| telt als 0-6 0-6 \| \| 2 \| Thanasi Kokkinakis (verving Isner) Fernando Verdasco \| Thanasi Kokkinakis (verving Isner) Fernando Verdasco \| 64 7 \| 3 6 \| \| telt als 0-6 0-6 \| \| 3 \| Venus Williams / Thanasi Kokkinakis Anabel Medina Garrigues / Fernando Verdasco \| Venus Williams / Thanasi Kokkinakis Anabel Medina Garrigues / Fernando Verdasco \| 1 6 \| 3 6 \| \| telt als 0-6 0-6 \| |                                                                                 |                                                                                 |          |     |   |                  |
| |                                                                                 |                                                                                 | 1        | 2   | 3 |                  |
| 1 | Venus Williams Anabel Medina Garrigues                                          | Venus Williams Anabel Medina Garrigues                                          | 6 3      | 6 4 |   | telt als 0-6 0-6 |
| 2 | Thanasi Kokkinakis (verving Isner) Fernando Verdasco                            | Thanasi Kokkinakis (verving Isner) Fernando Verdasco                            | 64 7     | 3 6 |   | telt als 0-6 0-6 |
| 3 | Venus Williams / Thanasi Kokkinakis Anabel Medina Garrigues / Fernando Verdasco | Venus Williams / Thanasi Kokkinakis Anabel Medina Garrigues / Fernando Verdasco | 1 6      | 3 6 |   | telt als 0-6 0-6 |

##### Zuid-Afrika – Frankrijk
| Zuid-Afrika 2 | Perth, Australië 4 januari 2013 hardcourt                                   | Perth, Australië 4 januari 2013 hardcourt                                   | Frankrijk 1 |      |      |                  |
| \| \| \| \| 1 \| 2 \| 3 \| \| \| - \| --------------------------------------------------------------------------- \| --------------------------------------------------------------------------- \| ---- \| ---- \| ---- \| ---------------- \| \| 1 \| Chanelle Scheepers Mathilde Johansson \| Chanelle Scheepers Mathilde Johansson \| 4 6 \| 6 4 \| 6 4 \| \| \| 2 \| Kevin Anderson Jo-Wilfried Tsonga \| Kevin Anderson Jo-Wilfried Tsonga \| 64 7 \| 63 7 \| \| \| \| 3 \| Chanelle Scheepers / Kevin Anderson Mathilde Johansson / Jo-Wilfried Tsonga \| Chanelle Scheepers / Kevin Anderson Mathilde Johansson / Jo-Wilfried Tsonga \| 6 3 \| 1 2 \| opg. \| telt als 6-0 6-0 \| |                                                                             |                                                                             |             |      |      |                  |
| |                                                                             |                                                                             | 1           | 2    | 3    |                  |
| 1 | Chanelle Scheepers Mathilde Johansson                                       | Chanelle Scheepers Mathilde Johansson                                       | 4 6         | 6 4  | 6 4  |                  |
| 2 | Kevin Anderson Jo-Wilfried Tsonga                                           | Kevin Anderson Jo-Wilfried Tsonga                                           | 64 7        | 63 7 |      |                  |
| 3 | Chanelle Scheepers / Kevin Anderson Mathilde Johansson / Jo-Wilfried Tsonga | Chanelle Scheepers / Kevin Anderson Mathilde Johansson / Jo-Wilfried Tsonga | 6 3         | 1 2  | opg. | telt als 6-0 6-0 |

## Finale

### Servië - Spanje
| Servië 1 | Perth, Australië 5 januari 2013 hardcourt                                | Spanje 2                                                                 |     |      |     |  |
| \| \| \| \| 1 \| 2 \| 3 \| \| \| - \| ------------------------------------------------------------------------ \| ------------------------------------------------------------------------ \| --- \| ---- \| --- \| \| \| 1 \| Ana Ivanović Anabel Medina Garrigues \| Ana Ivanović Anabel Medina Garrigues \| 4 6 \| 7 63 \| 2 6 \| \| \| 2 \| Novak Đoković Fernando Verdasco \| Novak Đoković Fernando Verdasco \| 6 3 \| 7 5 \| \| \| \| 3 \| Ana Ivanović / Novak Đoković Anabel Medina Garrigues / Fernando Verdasco \| Ana Ivanović / Novak Đoković Anabel Medina Garrigues / Fernando Verdasco \| 4 6 \| 5 7 \| \| \| |                                                                          |                                                                          |     |      |     |  |
| |                                                                          |                                                                          | 1   | 2    | 3   |  |
| 1 | Ana Ivanović Anabel Medina Garrigues                                     | Ana Ivanović Anabel Medina Garrigues                                     | 4 6 | 7 63 | 2 6 |  |
| 2 | Novak Đoković Fernando Verdasco                                          | Novak Đoković Fernando Verdasco                                          | 6 3 | 7 5  |     |  |
| 3 | Ana Ivanović / Novak Đoković Anabel Medina Garrigues / Fernando Verdasco | Ana Ivanović / Novak Đoković Anabel Medina Garrigues / Fernando Verdasco | 4 6 | 5 7  |     |  |